# Frankenia
Frankenia ist die einzige Pflanzengattung der Familie der Frankeniaceae innerhalb der Ordnung der Nelkenartigen (Caryophyllales). Eingedeutscht werden sie auch Frankenien genannt. Die etwa 90 Arten kommen in Trockengebieten (arid) in warmen Zonen fast weltweit vor, viele Arten sind salztolerant.

## Beschreibung

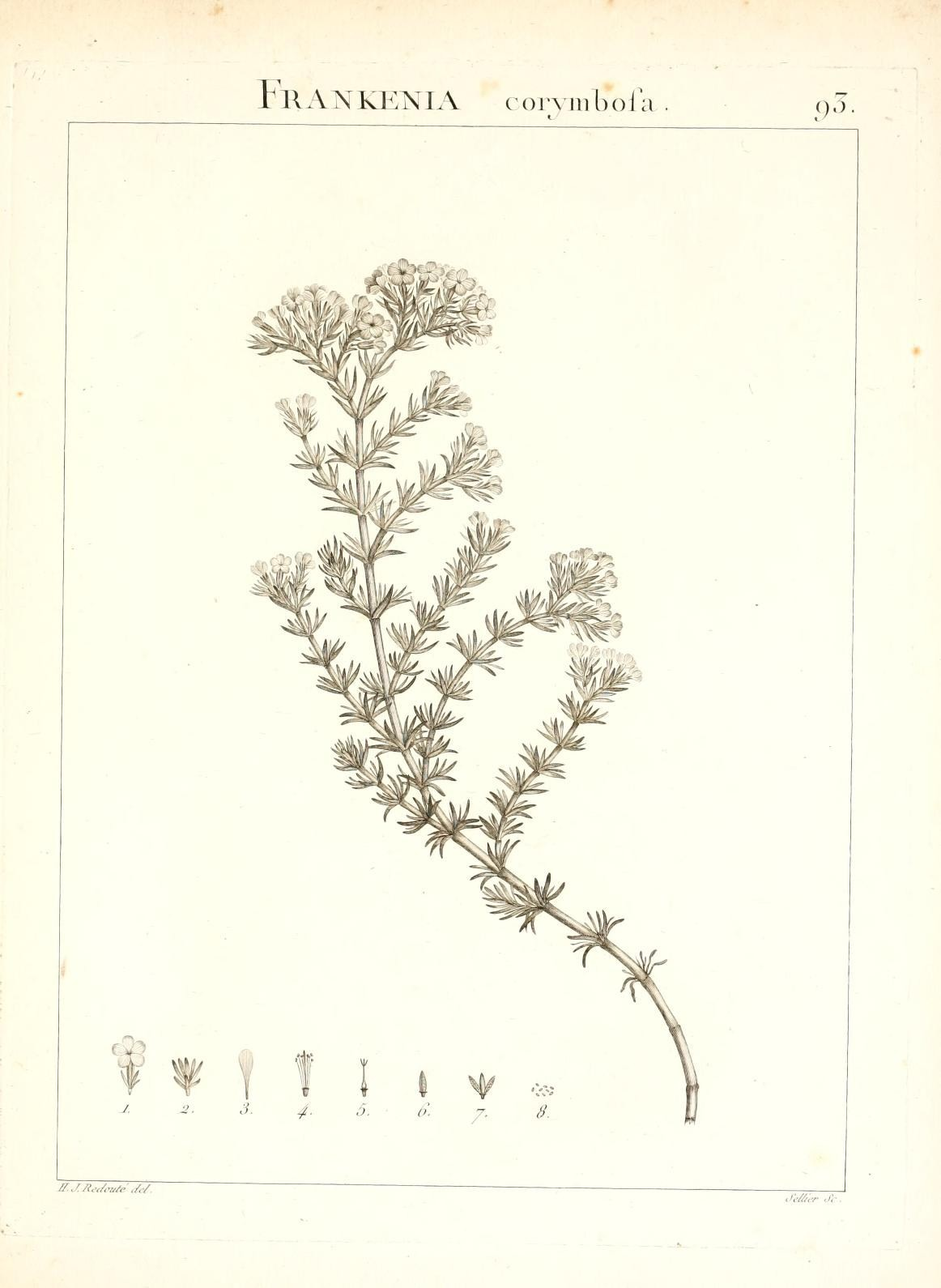
Illustration von Frankenia corymbosa aus Flora Atlantica, sive, Historia plantarum quae in Atlante, agro Tunetano et Algeriensi crescunt, Tafel 93

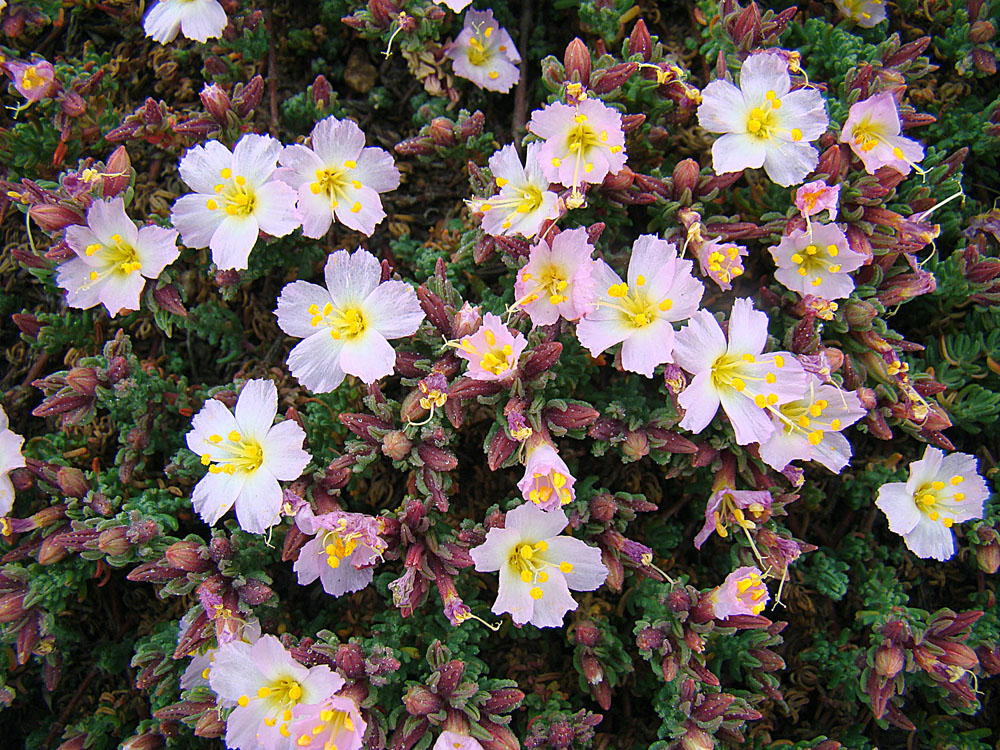
Habitus und radiärsymmetrische Blüten von Frankenia chilensis

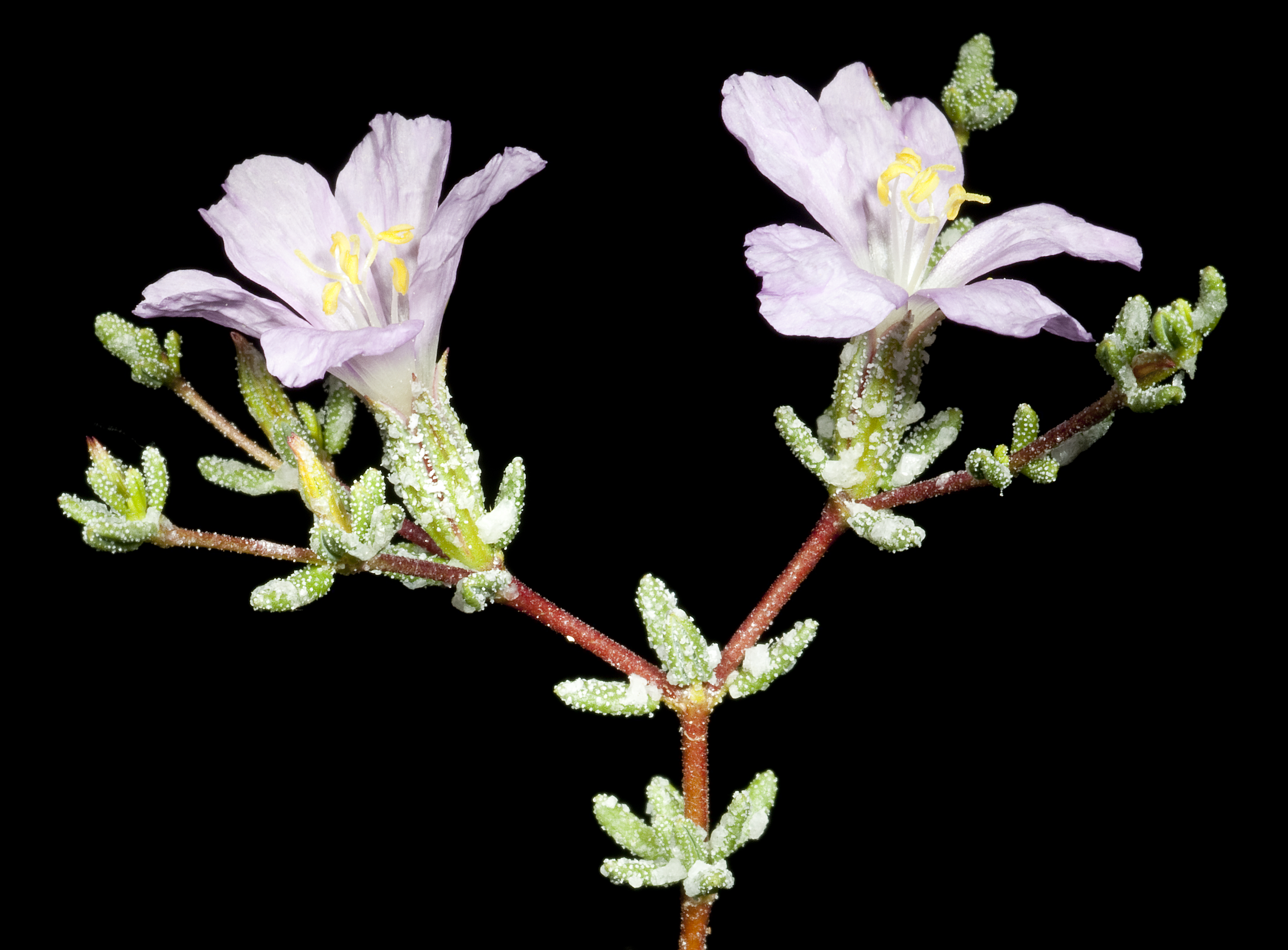
Blüten von Frankenia pauciflora

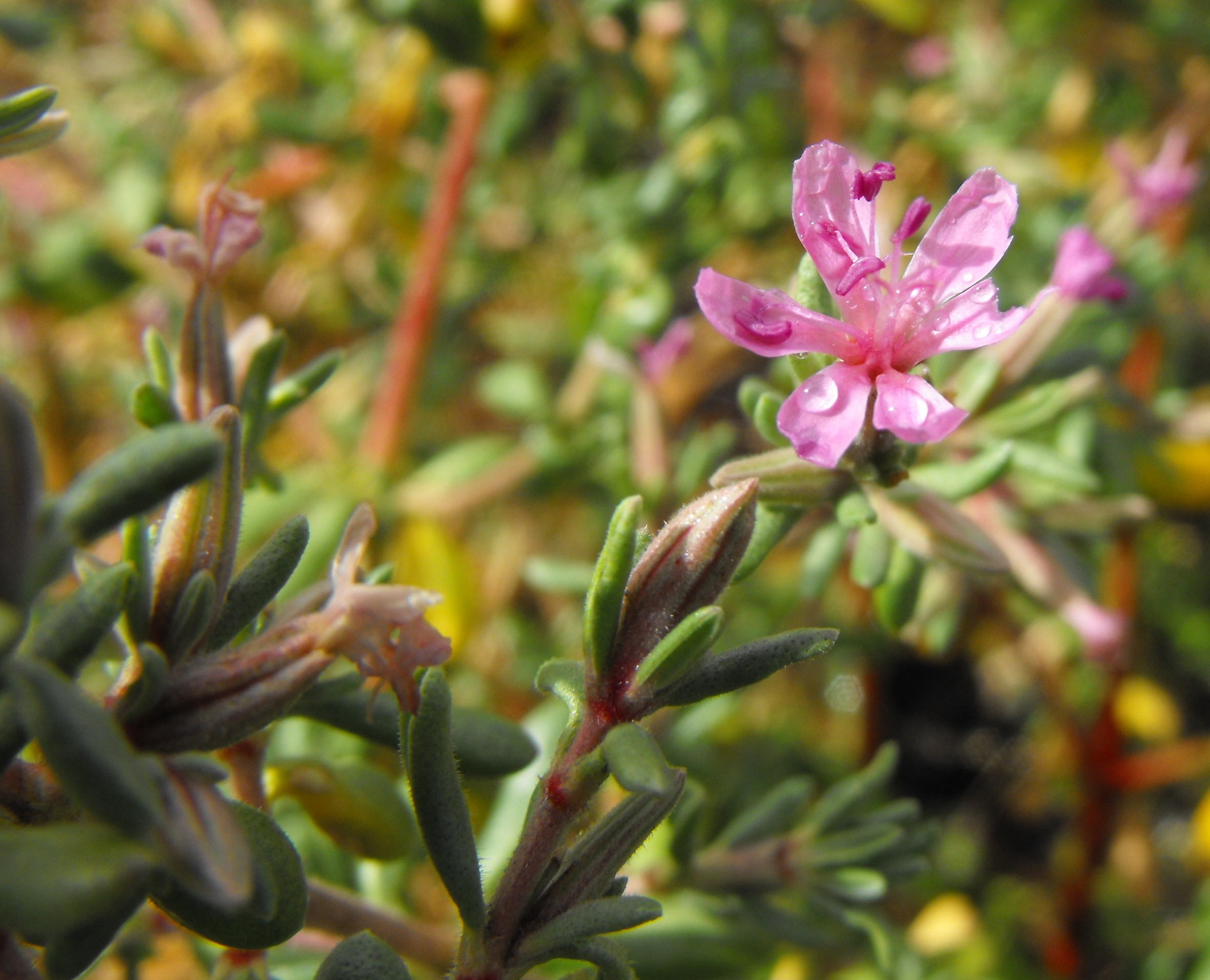
Gegenständige Blätter und Blüte von Frankenia salina

### Habitus und Laubblätter
Frankenia-Arten wachsen als kleine Sträucher oder ausdauernde oder selten einjährige krautige Pflanzen. Die Siebröhrenplastiden sind vom S-Typ.
Ihre Laubblätter sind gegenständig angeordnet. Die meist kleinen, schuppenförmigen (erikoiden) oder einfachen Laubblätter können gestielt sein und sind oft verwachsen. Der Blattrand ist glatt. Auf den Blättern sind Salzdrüsen vorhanden. Es sind keine Nebenblätter vorhanden.

### Blütenstände und Blüten
Die Blüten stehen einzeln oder in end- oder seitenständigen zymösen Blütenständen mit Hochblättern zusammen.
Die meist zwittrigen, radiärsymmetrischen Blüten sind vier- bis siebenzählig. Die lange haltbaren Kelchblätter sind zu einer gefalteten Röhre verwachsen. Die meist freien Kronblätter sind meist lang genagelt mit einer Schuppe an der Basis des Nagels. Die Kronblätter sind meist weiß bis rosafarben oder seltener rot bis purpurfarben. Es sind meist zwei Kreise mit je drei Staubblättern vorhanden, manchmal sind es bis zu 24 Staubblätter. Die oft abgeflachten Staubfäden sind ungleich lang und höchstens an ihrer Basis kurz verwachsen. Die dreizelligen Pollenkörner besitzen meist drei oder sechs, seltener zwei oder vier Aperturen und sind colpat oder rugat. Meist drei (selten zwei oder vier) Fruchtblätter sind zu einem oberständigen, einkammerigen Fruchtknoten verwachsen. Der Fruchtknoten enthält in parietaler Plazentation 12 bis 100 anatrope, bitegmische, pseudocrassinucellate Samenanlagen. Der Griffel ist meist verzweigt.

### Früchte und Samen
Die vom Kelch umhüllten Kapselfrüchte springen zu Längsklappen auf und enthalten viele Samen. Die kleinen, eiförmigen bis zylindrischen Samen enthalten reichlich stärkehaltiges Endosperm und einen geraden Embryo.

### Inhaltsstoffe und Chromosomensätze
Es kann Cyanidin, Ellagsäure und an Flavonolen Quercetin oder/und Kaempferol vorhanden sein. Die Chromosomengrundzahl beträgt x = 10 oder 15.

## Ökologie
Frankenia-Arten sind meist Halophyten und Xerophyten.
Die Bestäubung erfolgt durch Insekten (Entomophilie).

## Systematik und Verbreitung
Innerhalb der Ordnung der Caryophyllales sind Frankeniaceae am nächsten mit den in Eurasien und Afrika vorkommenden Tamaricaceae verwandt. Früher wurden beide Familien zur Ordnung der Violales Lindl. gestellt. Die Frankeniaceae mit Tamaricaceae und Plumbaginaceae mit Polygonaceae bilden jeweils Schwestergruppen und diese beiden Schwestergruppen zusammen bilden eine Klade.
Bei manchen Autoren gehören drei weitere Gattungen zur Familie Frankeniaceae. Sie sind nah verwandt mit der Familie der Tamariskengewächse (Tamaricaceae), die im Gegensatz zu dieser Gattung/Familie aber wechselständige Laubblätter und freie Kelchblätter haben.
Die nach der Prioritätsregel gültige Erstveröffentlichung des Familiennamens Frankeniaceae erfolgte 1817 durch Nicaise Auguste Desvaux in Dictionnaire raisonné de botanique, Seite 188; die Veröffentlichung von Auguste François César Prouvençal de Saint-Hilair erfolgte erst 1821 in Samuel Frederick Gray: A Natural Arrangement of British Plants, Seite 623, 633. Die Familie der Frankeniaceae enthält nur eine Gattung Frankenia. Der Gattungsname Frankenia wurde 1753 durch Carl von Linné in Species Plantarum, Band 1, Seite 332 erstveröffentlicht. Der botanische Gattungsname ehrt den schwedischen Botaniker Johan Franck (1590–1661), latinisiert Frankenius. Typusart ist Frankenia laevis L. Synonyme für Frankenia L. sind: Anthobryum Phil., Beatsonia Roxb., Franca Mich. ex Adans., Hypericopsis Boiss., Menetho Raf., Nothria Berg., Streptima Raf..
Die Gattung Frankenia weist eine fast weltweite Verbreitung auf in subtropischen bis gemäßigten Gebieten. Das Zentrum der Artenvielfalt ist Australien mit etwa 50 Arten.

### Arten (Auswahl)

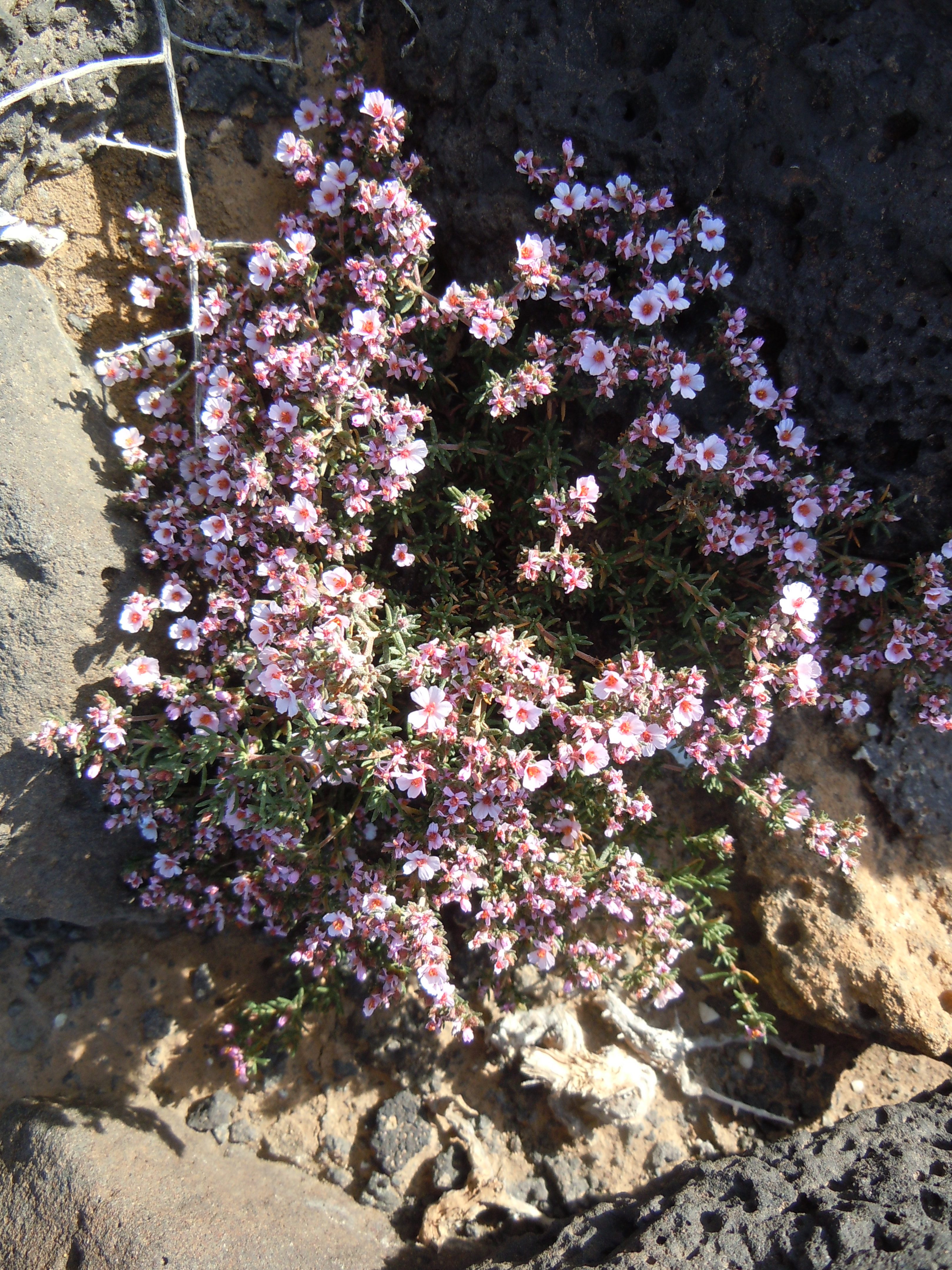
Habitus von Frankenia capitata im Habitat

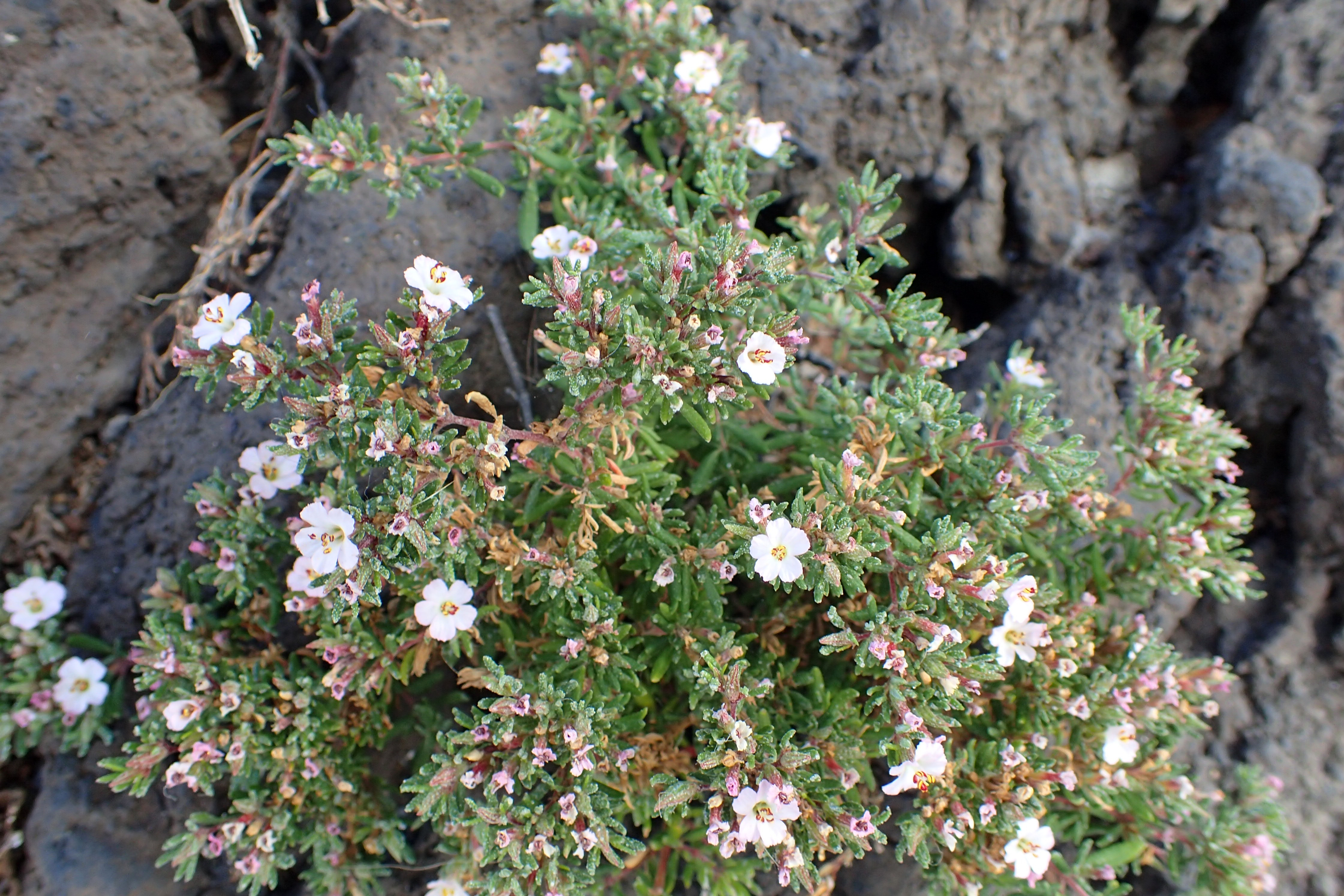
Habitus von Frankenia ericifolia im Habitat

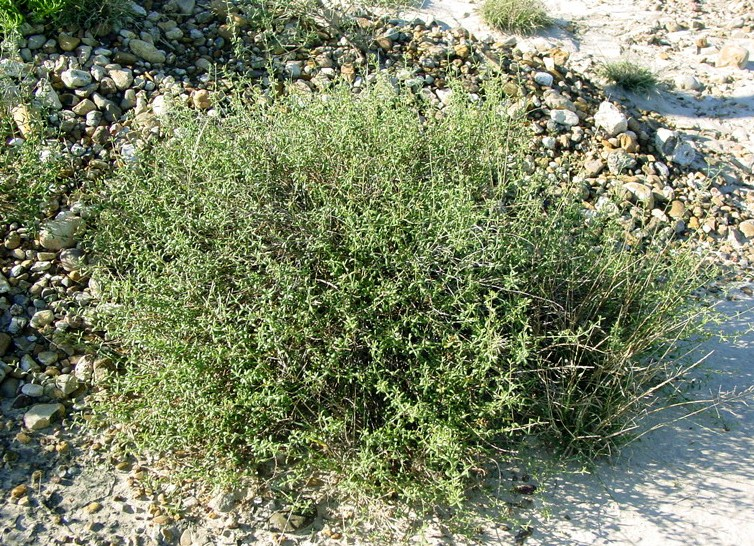
Habitus von Frankenia johnstonii

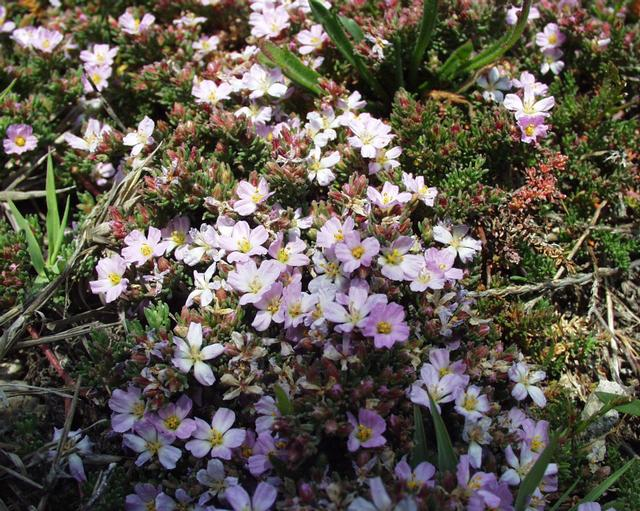
Habitus und Blüten von Frankenia laevis

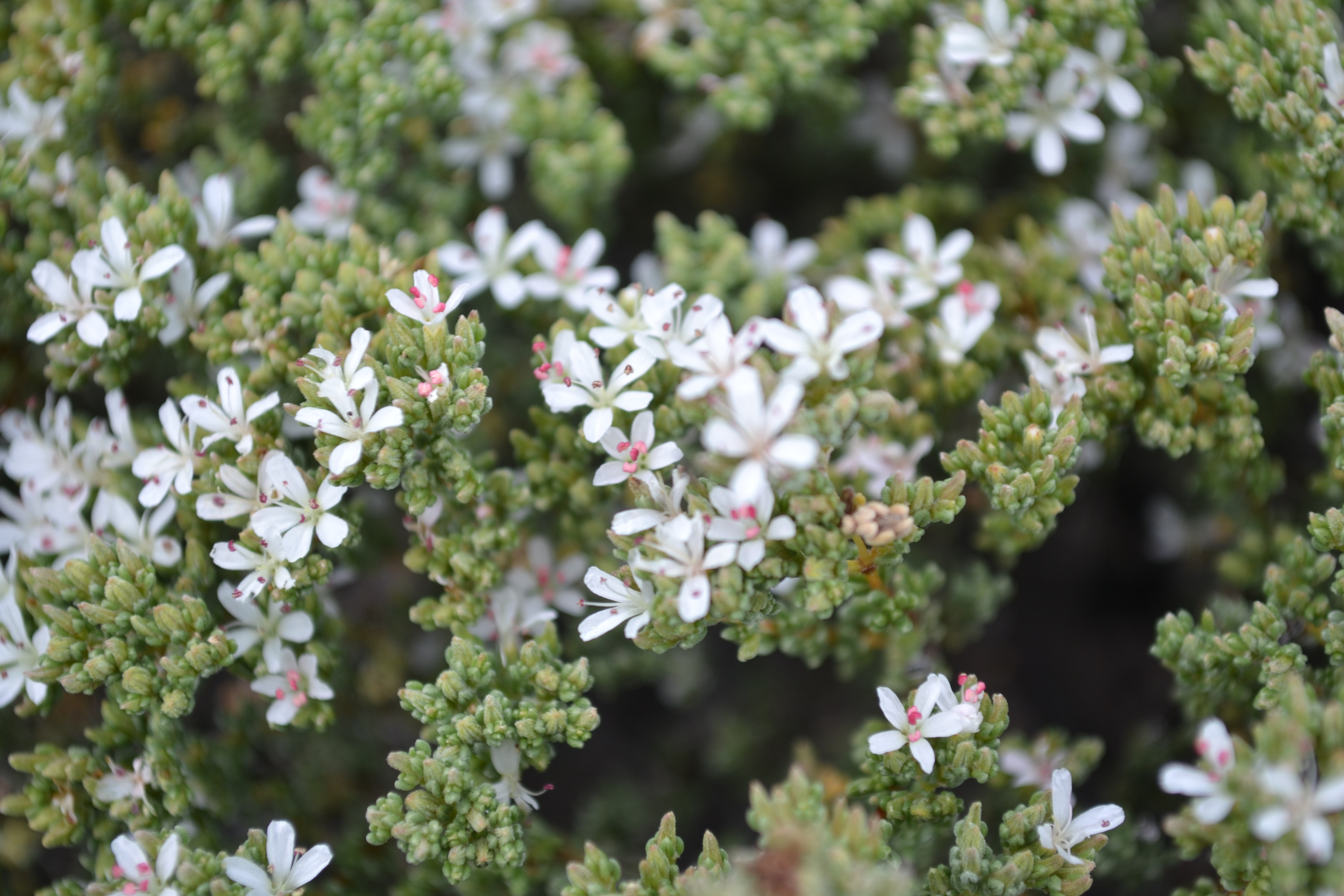
Blätter und Blüten von Frankenia palmeri

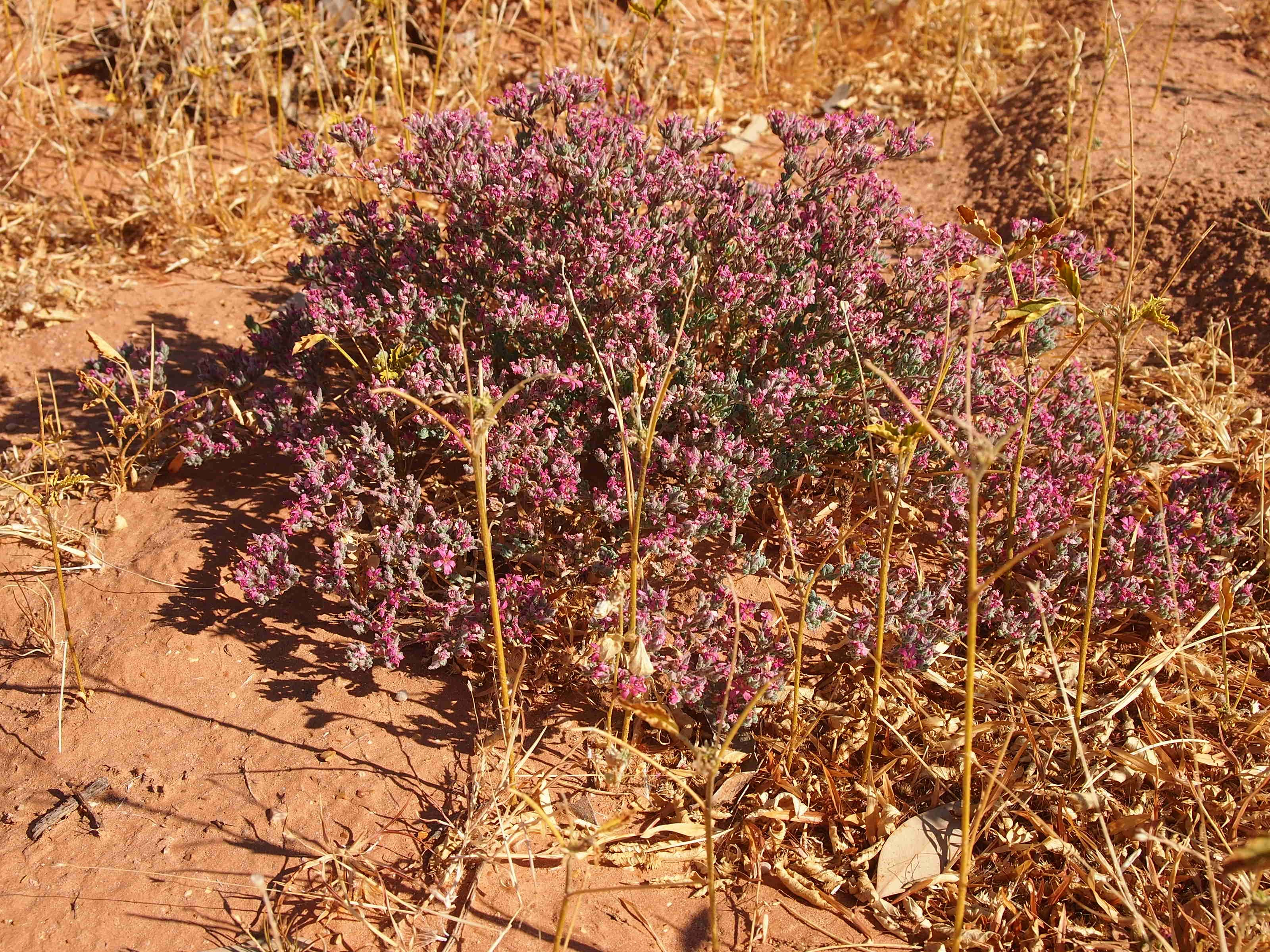
Habitus von Frankenia serpyllifolia im Habitat

Die Gattung Frankenia L. enthält etwa 90 Arten (Auswahl):
- Frankenia adpressa Summerh.
- Frankenia ambita Ostenf.
- Frankenia annua Summerh.
- Frankenia boissieri Boiss.: Sie kommt nur in Portugal, Spanien, Algerien, Tunesien, Libyen und auf den Kanarischen Inseln vor.[6]
- Frankenia bracteata Turcz.
- Frankenia capitata Webb & Berthel.: Sie kommt auf den Kanarischen Inseln und auf Madeira vor.[6]
- Frankenia chilensis C.Presl
- Frankenia cinerea A.DC.
- Frankenia conferta Diels
- Frankenia confusa Summerh.
- Frankenia connata Sprague
- Frankenia cordata J.M.Black
- Frankenia corymbosa Desf.: Sie kommt in Spanien, Marokko, Algerien, Tunesien, Libyen und auf Kreta vor.[6]
- Frankenia crispa J.M.Black
- Frankenia cupularis Summerh.
- Frankenia densa Summerh.
- Frankenia desertorum Summerh.
- Frankenia drummondii Benth.
- Frankenia eremophila Summerh.
- Frankenia ericifolia C.Sm. ex DC.: Sie kommt nur auf den Kanarischen Inseln vor.[6]
- Frankenia fecunda Summerh.
- Frankenia foliosa J.M.Black
- Frankenia georgei Diels
- Frankenia glomerata Turcz.
- Behaarte Frankenie (Frankenia hirsuta L.): Sie kommt im Mittelmeerraum, in Südosteuropa und in Vorderasien vor.[6]
- Frankenia hispidula Summerh.
- Frankenia interioris Ostenf.
- Frankenia johnstonii Correll: Sie kommt in Texas und in dem mexikanischen Bundesstaaten Nuevo León und Coahuila vor.[4]
- Frankenia juniperoides (Hieron.) M.N.Correa
- Glatte Frankenie (Frankenia laevis L.): Die drei Unterarten kommen im Mittelmeerraum, auf den Azoren und in Madeira vor; eine davon kommt nur in Marokko vor.[4][6]
- Frankenia latior Sprague & Summerh.
- Frankenia laxiflora Summerh.
- Frankenia magnifica Summerh.
- Frankenia muscosa J.M.Black
- Frankenia orthotricha (J.M.Black) J.M.Black
- Frankenia pallida Boiss. & Reut.: Sie kommt in Marokko, Algerien und Tunesien vor.[6]
- Frankenia parvula Turcz.
- Frankenia pauciflora DC.
- Frankenia plicata Melville
- Frankenia pseudoflabellata Summerh.
- Einjährige Seeheide, auch Staubige Frankenie genannt (Frankenia pulverulenta L.): Mehrere Unterarten sind in den chinesischen Provinzen Gansu (nur Minqin), Xinjiang (nur im Kreis Künes) und in der westlichen Inneren Mongolei (nur Ejin Qi), in der Mongolei, Russland, Turkmenistan, im nördlichen sowie südlichen Afrika, im zentralen sowie südwestlichen Asien, in Südeuropa, auf den Azoren, Kanaren und Madeira weitverbreitet.[6] In Australien und in der Neuen Welt ist sie ein Neophyt. Sie wuchs 1890 bis 1904 im Hamburger Hafen[7].
- Frankenia punctata Turcz.
- Frankenia salina (Molina) I.M.Johnst. (Syn.: Frankenia grandifolia Cham. & Schltdl.): Sie kommt in Kalifornien, im nördlichen Mexiko und in Chile vor.[4]
- Frankenia scabra Lindl.
- Frankenia serpyllifolia Lindl.
- Frankenia sessilis Summerh.
- Frankenia setosa W.Fitzg.
- Frankenia stuartii Summerh.
- Frankenia subteres Summerh.
- Frankenia tetrapetala Labill.
- Frankenia thymifolia Desf.: Sie kommt in Spanien, Marokko, Algerien und Tunesien vor.[6]
- Frankenia triandra J.Rémy (Syn.: Anthobryum triandrum (J.Rémy) Surgis): Sie kommt in Südamerika vor.[8]
- Frankenia uncinata Sprague & Summerh.